# Anthurium tricarinatum
Anthurium tricarinatum är en kallaväxtart som beskrevs av Luis Aloysius, Luigi Sodiro. Anthurium tricarinatum ingår i släktet Anthurium och familjen kallaväxter. Inga underarter finns listade.